# Bureau van de vicepresident van de Verenigde Staten
Het bureau van de vicepresident omvat personeel dat de vicepresident van de Verenigde Staten rechtstreeks ondersteunt of adviseert. Het bureau wordt geleid door de stafchef van de vicepresident van de Verenigde Staten, momenteel Lorraine Voles. Het kantoor levert ook personeel en ondersteuning aan de tweede heer van de Verenigde Staten. Het is voornamelijk gehuisvest in het Eisenhower Executive Office Building (met het ceremoniële kantoor van de vicepresident), maar heeft ook kantoren in de West Wing, het Capitool van de VS en in de officiële residentie van de vicepresident.

## Geschiedenis
De vicepresident heeft drie constitutionele functies: de president vervangen in geval van overlijden, invaliditeit of ontslag; om de stemmen van de kiezers voor president en vicepresident te tellen en de winnaars bekend te maken vóór een gezamenlijke zitting van het Congres; en om de Senaat voor te zitten (met de rol van het verbreken van de banden). Volgens Roger Sherman, een lid van het congreskabinet in Connecticut en Founding Father, zou een ander lid de neutrale positie moeten innemen als de vicepresident de rol van voorzitter van de senaat niet zou behouden, waardoor de senaat onevenredig zou worden. Vicepresidenten hadden altijd weinig officiële taken in de uitvoerende macht en werden daarom voor salarisdoeleinden beschouwd als onderdeel van de wetgevende macht. Het salaris van het personeel van het Kabinet van de Vicepresident wordt nog steeds gefinancierd door kredieten van zowel de wetgevende als de uitvoerende macht.
Gedurende de eerste anderhalve eeuw van zijn geschiedenis had de vicepresident geen ander personeel dan een secretaresse en een paar persoonlijke assistenten. Dit begon te veranderen met de Reorganisatiewet van 1939, die een "Bureau van de Vicepresident" omvatte (destijds John Nance Garner), onder het Uitvoerend Bureau van de President.
Vicepresident Henry Wallace kreeg feitelijke uitvoerende taken tijdens de Tweede Wereldoorlog, net als Alben Barkley, die in 1949 lid werd van de Nationale Veiligheidsraad.
Het kantoor van de vicepresident is sinds de jaren vijftig gevestigd in het Eisenhower Executive Office Building. De kamer in de EEOB werd opnieuw ontworpen en bevatte emblemen van de marineafdeling, wat samenviel met het oorspronkelijke doel van het kantoor. Het proces werd geleid door een interieurontwerper uit Boston, William McPherson. Sinds 1977 heeft de vicepresident ook een eigen kantoor in de West Wing van het Witte Huis. Een groot deel van het kantoor van de vicepresident draait om de kantoren die ooit aan de secretaris van de marine werden verstrekt toen het Eisenhower-gebouw voor het eerst werd gebouwd.

## Huidig personeel

### Bureau van de vicepresident
- Assistent van de president en stafchef van de vicepresident: Lorraine Voles
  - Plaatsvervangend stafchef van de vicepresident: Erin Wilson
  - Assistent van de stafchef: Yael Belkind
  - Persoonlijke assistent van de vicepresident: Opal Vadhan
- Speciale assistent van de president en raadsman van de vicepresident: Josh Hsu
  - Plaatsvervangend raadsman van de vicepresident (detail): Samantha Chaifetz
  - Associate Counsel van de vicepresident: Nasrina Bargzie
  - Associate Counsel van de vicepresident: R. Brandon Rios
  - Associate Counsel van de vicepresident: Sharmistha Das
- Assistent van de president en nationaal veiligheidsadviseur van de vicepresident: Philip Gordon
  - Plaatsvervangend nationaal veiligheidsadviseur van de vicepresident: Rebecca Lissner
  - Uitvoerend secretaris en speciaal adviseur voor defensie: James Martin
  - Speciaal adviseur van de vicepresident voor nationale veiligheid en buitenlands beleid speechschrijver: Dean Lieberman
  - Speciaal adviseur van de vicepresident voor het Midden-Oosten en Noord-Afrika: Abram Paley
  - Speciaal adviseur van de vicepresident voor Oost-Azië en de Stille Oceaan: Nancy Leou
  - Speciaal adviseur van de vicepresident voor Zuid-Azië: Lisa Sawyer
  - Speciaal adviseur van de vicepresident voor Afrika: Safia Mohamoud
  - Speciaal adviseur voor wereldwijde economische kwesties: Lindsey Zuluaga
  - Speciaal adviseur voor het westelijk halfrond: Joseph Salazar
  - Speciaal adviseur van de vicepresident voor Europa en Rusland: Alton Buland
- Plaatsvervangend assistent van de president en communicatiedirecteur voor de vicepresident: Jamal Simmons
  - Plaatsvervangend communicatiedirecteur voor de vicepresident: Rachel Palermo
  - Plaatsvervangend digitaal directeur voor de vicepresident: Brenna Parker
- Perssecretaris voor de vicepresident: Kirsten Allen
  - Plaatsvervangend perssecretaris: Ernesto Apreza
  - Directeur Persoperaties: Tate Mitchell
- Directeur van speechwriting: Dave Cavell
  - Adjunct-directeur van speechwriting: Steven Kelly
  - Adjunct-directeur van spraakschrijven: Alexandra Robinson
- Fotograaf van de vicepresident: Lawrence Jackson
  - Videoregisseur voor de vicepresident: Hope Hall
- Plaatsvervangend assistent van de president en adviseur binnenlands beleid van de vicepresident: Carmel Martin
  - Economisch hoofdadviseur van de vicepresident: Deanne Millison
  - Beleidsadviseur van de vicepresident: Dr. Ike Irby
  - Beleidsadviseur van de vicepresident: Michael C. George
  - Adviseur arbeidsbeleid van de vicepresident: Dan Pedrotty
- Speciale assistent van de president en directeur van Public Engagement en intergouvernementele zaken voor de vicepresident: Megan Jones
  - Plaatsvervangend assistent van de president en adjunct-directeur Public Engagement en intergouvernementele zaken voor de vicepresident: Brandon Thompson
  - Associate Director of Public Engagement and Intergovernmental Affairs voor de vicepresident: Lillian Sanchez
- Adjunct-directeur onderzoek: Tyler Lykins
  - Doorlichting Onderzoeker: Silas Woods III
- Directeur planning voor de vicepresident: Marguerite Biagi
  - Adjunct-directeur planning voor de vicepresident: Olivia Hartman
    - Assistent-planner van de vicepresident: Thilee Yost
    - Assistent-planner van de vicepresident: Danielle Campbell
- Director of Advance voor de vicepresident: Sterling Elmore
  - Adjunct-directeur Advance voor de vicepresident: Juan Ortega
- Directeur wetgevende zaken voor de vicepresident: Grisella Martinez
  - Associate Director Legislative Affairs voor de vicepresident: Brittany Carmon
    - Wetgevende assistent: Halle Ewing
- Stafsecretaris, Bureau van de vicepresident: Rebecca Cooper
  - Adjunct-directeur/stafsecretaris, Kabinet van de vicepresident: Maria Restrepo
  - Adjunct-directeur/stafsecretaris, Kabinet van de vicepresident: Saige Wenik
- Directeur beheer en administratie voor het bureau van de vicepresident: Cynthia Bernstein
- Directeur van West Wing Operations aan de vicepresident: Adam Topper
  - Adjunct-directeur operaties voor de vicepresident: Michael deForest
- Sociaal secretaris en residentiemanager van de vicepresident: Storm Horncastle
  - Plaatsvervangend sociaal secretaris: Amanda Trocola

### Bureau van de echtgenoot van de vicepresident
De partner van de vicepresident krijgt afzonderlijke ondersteuning. Omdat de huidige vicepresident een vrouw is met mannelijke partner spreekt men ook wel van de “tweede heer”. In het Engels: “the second gentleman”. (Vrouw: “second lady”). Hij krijgt ondersteuning van de volgende personen:
- Plaatsvervangend assistent van de president en stafchef: Jordan Brooks
  - Director of Public Engagement and Policy to the Second Gentleman: Zaina Javaid
  - Adjunct-directeur planning: Elizabeth Ivey Purcell
- Plaatsvervangend assistent van de president en communicatiedirecteur: Katie Peters
  - Communicatieassistent: Darcy Palder
- Associate Director of Projects en speciale assistent: Mitchell Rosenberg